# Erik Acharius

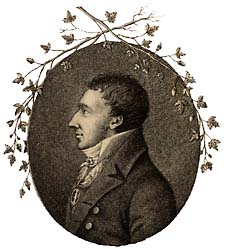
Erik Acharius

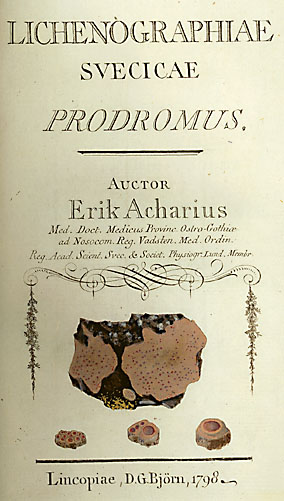
Ein Buchtitel

Erik Acharius (* 10. Oktober 1757 in Gävle; † 14. August 1819 in Vadstena) war ein schwedischer Arzt und Botaniker. Er beschäftigte sich mit den Flechten und gilt als Begründer der Lichenologie (Flechtenkunde). Sein offizielles botanisches Autorenkürzel lautet „Ach.“

## Leben und Wirken

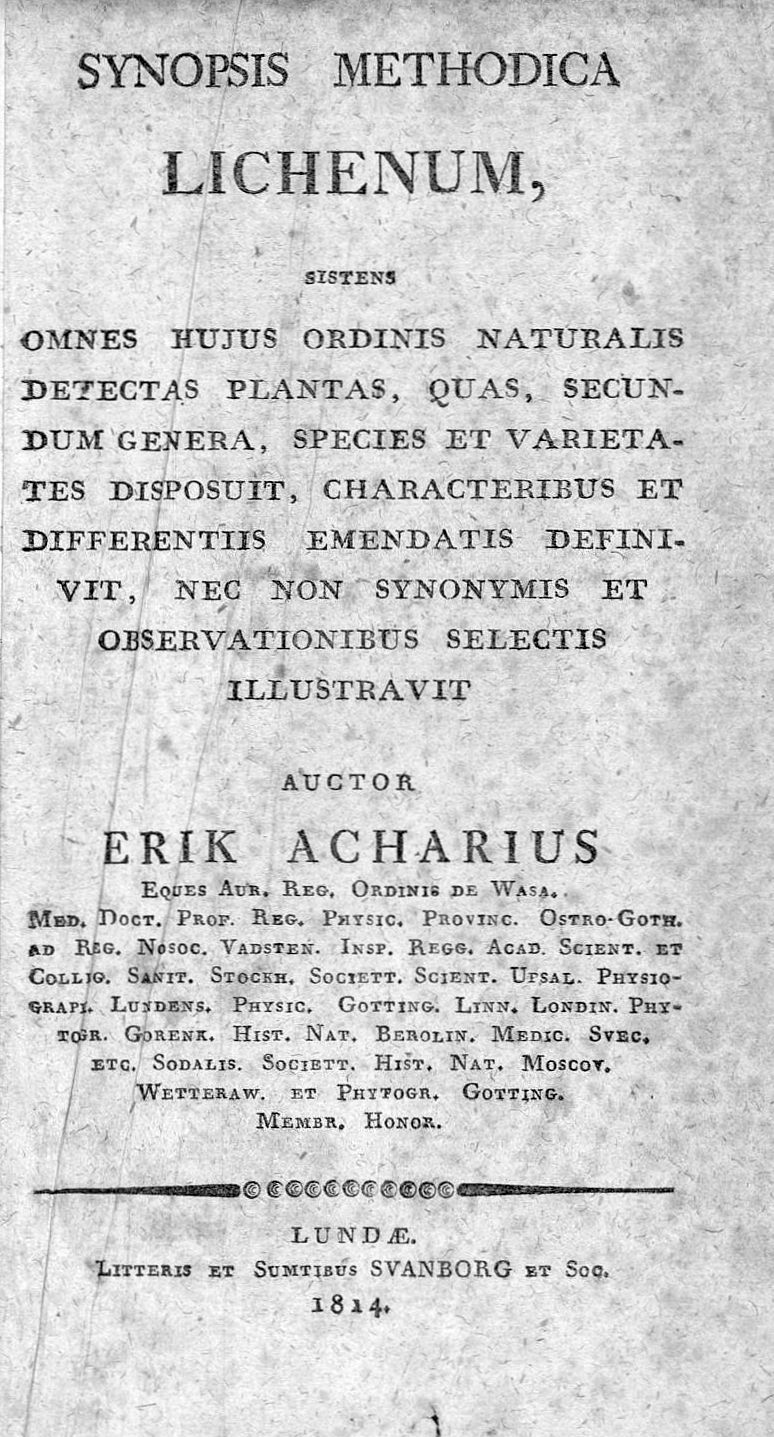
Synopsis methodica lichenum, 1814

Acharius studierte ab 1773 an der Universität Uppsala bei Carl von Linné. Er begab sich 1778 nach Stockholm und erhielt eine Anstellung an der Königlich Schwedischen Akademie der Wissenschaften, wo er naturwissenschaftliche Gegenstände zeichnete.
1782 wechselte er nach Lund, um an der dortigen Universität sein Examen in Medizin abzulegen. Acharius wurde im Anschluss zum Doktor ernannt, jedoch ohne promoviert zu haben. Nach einigen Jahren als praktizierender Arzt in Schonen wurde Acharius 1785 zum Arzt der Stadt Landskrona ernannt. 1789 wurde er Provinzialarzt von Östergötland und 1795 Leiter des neu geschaffenen Kurhauses in Vadstena. Dort erhielt er 1803 die Vollmachten eines Professors.
Zu seinen Werken gehören Veröffentlichungen über die Systematik der Flechten, wie Lichenographiae svecicae prodromus (Linköping 1798). Er vervollständigte und modifizierte die Flechtensystematik in den Schriften: Methodus, qua omnes detectos lichenes ad genera redigere tentavit (Stockholm 1803; Hamburg 1805, 2 Teile); Lichenographia universalis (Göttingen 1810); Synopsis methodica lichenum (Lund 1814).
Acharius schuf mehrere noch heute gebräuchliche wissenschaftliche Fachbegriffe, unter anderem den Begriff Apothecium.

## Nach Acharius benannte Taxa
Der schwedische Naturforscher Carl Peter Thunberg benannte ihm zu Ehren die Gattung Acharia der Pflanzenfamilie der Achariaceae.
Auch mehrere Pflanzenarten z. B. Rosa acharii und Conferva acharii sowie die Schmetterlingsart Tortrix achariana sind nach ihm benannt.